# Meister der Berliner Passion
Als Meister der Berliner Passion wird ein Kupferstecher am Niederrhein bezeichnet. Er war ab der Mitte des 15. Jahrhunderts tätig. 
Das Werk des namentlich nicht bekannten Künstlers zeigt eine Individualität, die ein stilkritischer Vergleich dann zu einer Zuordnung von Werken nutzte. Weitere Stiche wurden unter dem Notnamen des Meisters um sein Hauptwerk gruppiert, eine Serie von auf 1482 datierten Drucken von Bildern zur Passion Christi. Sieben davon fanden sich in einem alten Manuskript aus Arnheim, das im Kupferstichkabinett von Berlin aufbewahrt war.
Der Meister der Berliner Passion kann als einer der ältesten Vertreter und ein Vorläufer der Kupferstecherei als darstellende Kunstform betrachtet werden. Seine Schaffensperiode wie die des oft als Begründer des Kupferstichs bezeichneten Meisters E. S. liegt vor der Albrecht Dürers und Martin Schongauers, in deren Zeit sich dann Kupferstich als  Druckmedium weiter verbreitete. Der Meister der Berliner Passion ist ein Beispiel, wie Manuskriptarbeit in Europa übergeht in Druck- und Buchproduktion durch die Kombination von handwerklicher Fertigkeit mit neuen Techniken. Das aus einem Konvent in Arnheim stammende Manuskript beispielsweise war ein Buchexperiment, in dem die Stiche des Meisters in den handschriftlichen Text eingeklebt waren.
Der Meister der Berliner Passion ist vermutlich identisch mit Israhel van Meckenem dem Älteren.